# Ђурђевдански ноћни устанак
Ђурђевдански ноћни усатнак (ест. Jüriöö ülestõus), познат и као Естонски сељачки рат била је серија неуспешних сељачких буна естонских кметова против немачке и данске племићке елите која је покорила тај део Естоније током 13. века. Устанак је трајао пуне две године, од 1343. до 1345. на подручју данашње северне и западне Естоније, односно на територијама тадашње данске колоније Естонско војводство, ватиканске Езел-викске бискупије и на острвским подручјима Тевтонске монашке државе. Мета устаника била је и римокатоличка црква која је век раније иницирала Ливонски крсташки рат и насилно христијанизовала до тада паганске Есте.
Након почетних успеха устанак је угушен и званично окончан инвазијом витезова тевтонског реда на подручје Естонског војводства. Годину дана касније данска круна је то подручје продала Тевтонском реду за 19.000 келнских марака, а званична предаја територија десила се 1. новембра 1346. године.